# Dél-koreai férfi kézilabda-válogatott
A dél-koreai férfi kézilabda-válogatott Dél-Korea nemzeti csapata, melyet a Dél-koreai Kézilabda-szövetség (hangul: 한국 핸드볼 연맹) irányít.

## Eredmények nemzetközi tornákon
A Dél-koreai férfi kézilabda-válogatott az ázsiai kontinens egyik legerősebb és legeredményesebb csapata. Kilencszer nyerték meg az ázsiai kézilabda-bajnokságot. Az olimpiai játékokon eddig hat alkalommal vettek részt és legjobb helyezésük egy ezüst érem az 1988. évi szöuli nyári olimpiáról.
A világbajnokságra több ízben is kvalifikálták magukat. Az 1997-es vb-n szerzett 8. helyezésük az eddigi legjobb eredményük ebben a versenysorozatban.

## Eredmények
Világbajnokság
- 1938 - 1982 - Nem jutott ki
- 1986 - 12. hely
- 1990 - 12. hely
- 1993 - 15. hely
- 1995 - 12. hely
- 1997 -  8. hely
- 1999 - 14. hely
- 2001 - 12. hely
- 2003 - Nem jutott ki
- 2005 - Nem jutott ki
- 2007 - 15. hely
- 2009 - 12. hely
- 2011 - 13. hely
- 2013 - 21. hely
- 2015 - Nem jutott ki
- 2017 - Nem jutott ki
- 2019 - Az Egyesített koreai csapat indult
- 2021 - 31. hely
- 2023 - 28. hely

Kézilabda-Ázsia-bajnokság
- 1977 - 2. hely
- 1979 - Nem jutott ki
- 1983 - Győztes
- 1987 - Győztes
- 1989 - Győztes
- 1991 - Győztes
- 1993 - Győztes
- 1995 - 2. hely
- 2000 - Győztes
- 2002 - 4. hely
- 2004 - Nem vett részt
- 2006 - 2. hely
- 2008 - Győztes
- 2010 - Győztes
- 2012 - Győztes

Nyári olimpiai játékok
- 1984 — 11. hely
- 1988 — 2. hely  Ezüst
- 1992 — 6. hely
- 1996 — Nem jutott ki
- 2000 — 9. hely
- 2004 — 8. hely
- 2008 — 8. hely
- 2012 — 11. hely